# Coloman Braun-Bogdan
Coloman Braun-Bogdan (13 de outubro de 1905- 15 de março de 1983) foi um futebolista romeno que competiu na Copa do Mundo FIFA de 1938.